# Egalitarismus
Als Egalitarismus (aus dem Französischen von égal: „gleich“) werden Bestrebungen bezeichnet, in staatlichen Gesellschaften soziale Gleichheit herzustellen. Eine Richtung des Egalitarismus will die Gleichheit des persönlichen Besitzes, eine andere fordert Chancengleichheit für jedes Individuum in der Gesellschaft. Die Konzeption einer z. B. politischen, ökonomischen, wissenschaftlichen oder kulturellen Elite steht im Gegensatz zu egalitären Gesellschaftskonstruktionen.

## Egalitarismus im Marxismus
Kommunisten (von lat. communis „gemeinsam“) leiten nach dem Marxismus vom Egalitarismus eine klassenlose Gesellschaft mit der Abschaffung der Ausbeutung des Menschen durch den Menschen ab. Eine der Voraussetzungen dafür ist die teilweise Aufhebung des Privateigentums an Produktionsmitteln (Konzerne) und die Verteilung der Güter nach dem Prinzip, die Fähigkeiten und Bedürfnisse der Menschen zu berücksichtigen.

## Egalitarismus in der Philosophie
Wichtige Vertreter des Egalitarismus sind u. a. Jean-Jacques Rousseau, Friedrich Engels oder Thomas Nagel. Wichtige Vertreter des egalitären Liberalismus sind u. a. John Rawls, Ronald Dworkin, Ernst Tugendhat, Bruce Ackerman oder Philippe van Parijs.

## Egalitarismus und Geschlechterverhältnisse
Der Terminus „Egalitarismus“ findet auch Anwendung im Kontext von Geschlechterverhältnissen, Menschenrechten und Bildung. In der aktuellen feministischen Diskussion bezieht sich der Begriff des Egalitarismus auf hierarchische Strukturen im Geschlechterverhältnis, die ihre Wirkung auf Kosten gesellschaftlicher Minderheiten entfalten. So versteht die Geschlechterforscherin Birgit Rommelspacher Egalitarismus als politische Strategie, die im Namen von Gleichheit kulturelle Dominanz und ökonomische Unterordnung legitimiert. Diese Perspektive verdeutlicht die Mehrdeutigkeit des Begriffs, da er sowohl als Instrument zur Förderung von Gleichstellung als auch zur Stabilisierung von Machtverhältnissen eingesetzt werden kann.